# Distretto di Cochorco
Il distretto di Cochorco  è uno degli otto distretti della provincia di Sánchez Carrión, in Perù. Si trova nella regione di La Libertad e si estende su una superficie di 258.04  chilometri quadrati.